# Trung tâm đào tạo bóng đá trẻ PVF
Quỹ Đầu tư và phát triển tài năng bóng đá Việt Nam (tiếng Anh: Promotion fund of Vietnamese Football talents, viết tắt: PVF) là một quỹ phát triển thành trung tâm đào tạo bóng đá trẻ dành cho cầu thủ nam tại Việt Nam. Đây là một trong số các trung tâm đào tạo bóng đá bài bản và quy mô tương đối lớn tại Việt Nam, đồng thời cũng là đội trẻ của PVF–CAND.

## Lịch sử
PVF được sáng lập và góp vốn bởi 3 thành viên thuộc tập đoàn Vingroup là: Quỹ Thiện Tâm (đóng góp 80%); Công ty Cổ phần Đầu tư và Thương mại PVF (10%) và Công ty Trách nhiệm hữu hạn Một thành viên Vinpearl (10%). Quỹ được thành lập theo ý tưởng của cố Thủ tướng Võ Văn Kiệt với mục tiêu là hình thành một hệ thống đào tạo cầu thủ bóng đá trẻ chuyên nghiệp, đạt tiêu chuẩn quốc tế, góp phần xây dựng những thế hệ cầu thủ trẻ thật sự tài năng và có đạo đức, có văn hóa cho nền bóng đá Việt Nam.
Ngày 20 tháng 11 năm 2017, PVF tổ chức lễ khánh thành Trung tâm đào tạo bóng đá trẻ PVF Hưng Yên tại thôn Sở Đông, xã Long Hưng, huyện Văn Giang, tỉnh Hưng Yên.
Ngày 4 tháng 12 năm 2008, PVF chính thức làm lễ ra mắt và ngày 12 tháng 6 năm 2009 thì khai giảng khóa đầu tiên với 50 học sinh được tuyển chọn từ khắp các tỉnh thành trên cả nước ở lứa tuổi sinh năm 1997-1998. Từ khi được thành lập đến nay, các đội bóng của PVF đã đạt được nhiều thành tích cao tại các giải bóng đá trẻ quốc gia. Tính đến đầu năm 2016, PVF đã có bảy lần tuyển sinh toàn quốc và có 175 học viên từ 11 đến 18 tuổi thuộc tám lớp năng khiếu. Ở V.League 2016, có tất cả 13 cầu thủ thuộc khóa I được PVF cho các câu lạc bộ mượn để thi đấu.
Ngày 24 tháng 9 năm 2020, trung tâm được AFC cấp chứng nhận AFC Three-Star Academy. Đây là mức cao nhất (Premier Level) trong thang điểm đánh giá chất lượng của hệ thống đào tạo bóng đá trẻ tại châu Á, mà trước đó chỉ có 2 học viện đạt được là Jeonbuk Hyundai Motors FC (Hàn Quốc) và Aspire (Qatar).
Ngày 2 tháng 2 năm 2021, Vingroup chuyển giao toàn bộ PVF cho Tập đoàn Giáo dục Văn Lang, tổ chức tư nhân sở hữu Đại học Văn Lang.
Tháng 6 năm 2022, PVF được Vingroup chuyển giao về trực thuộc quản lý của Bộ Công an.

## Cơ sở vật chất

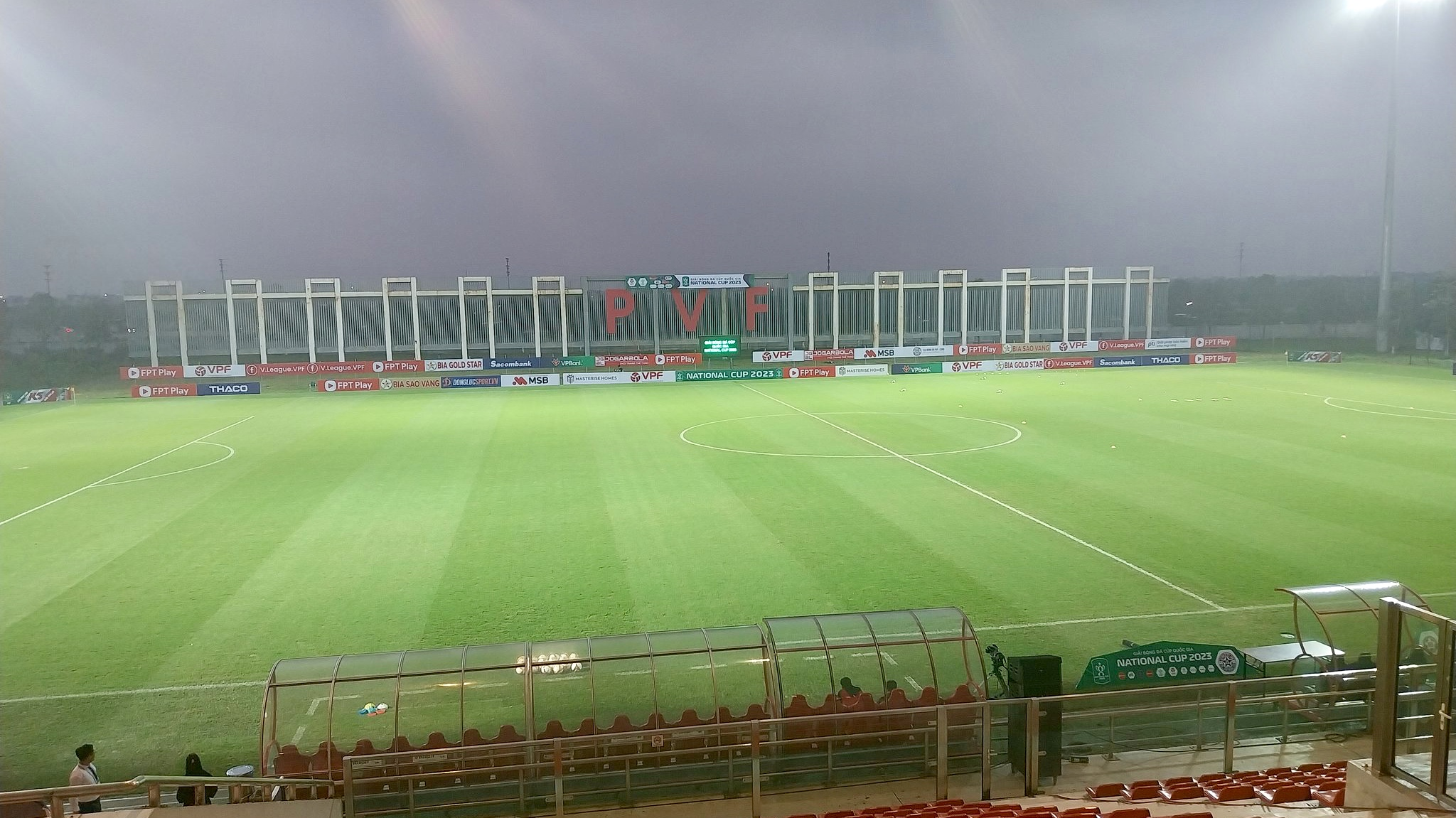
Sân vận động PVF, có sức chứa 3.600 chỗ ngồi

Trung tâm đào tạo trẻ PVF đặt trụ sở chính tại xã Nghĩa Trụ, tỉnh Hưng Yên, là trung tâm đào tạo bóng đá trẻ có quy mô bậc nhất Đông Nam Á. Trung tâm có tổng diện tích gần 22ha, được xây dựng theo tiêu chuẩn quốc tế gồm: hệ thống sân tập và sân thi đấu hiện đại; tổ hợp khoa học thể thao và chăm sóc sức khỏe chuyên biệt; hệ thống kí túc xá tiện nghi.
Tại đây có 7 sân, trong đó sân thi đấu chính có quy mô 3.600 chỗ, đảm bảo điều kiện thi đấu tốt nhất và 6 sân tập kích thước tiêu chuẩn 11v11 với mặt cỏ được chứng nhận FIFA Quality Pro. PVF còn trang bị hệ thống phòng tập giả lập 360s và thiết bị PlayerTek theo dõi hiệu suất thi đấu của cầu thủ.

## Tuyển sinh
Từ khóa đầu tiên khai giảng năm 2009 đến năm 2013 với 50 học viên sinh năm 1997-1998, PVF đã có đến 158 học sinh với 7 lớp, nhỏ nhất sinh năm 2003, được tuyển chọn trên cả nước. Tuy nhiên PVF chưa bao giờ tuyển học viên nữ mặc dù đã có nữ sinh xin ứng tuyển.

## Đào tạo
Ngày 11 tháng 6 năm 2009, PVF đã chính thức khai giảng lớp Đào tạo tài năng bóng đá Việt Nam khoá I tại Trung tâm Thể thao Thành Long, TP HCM.

## Thành tích

### Giải đấu quốc gia
Giải trẻ
Giải U-19 Quốc gia:
 Vô địch : 2015, 2020, 2021
 Á quân : 2017
 Hạng 3 : 2016
Giải U-17 Quốc gia:
 Vô địch : 2014, 2015, 2017, 2022
 Á quân : 2013, 2016, 2019
 Hạng 3 : 2018, 2020
Giải U-17 Cúp Quốc gia:
 Vô địch: 2020.
Giải U-15 Quốc gia:
 Vô địch : 2012, 2013, 2017, 2020
 Á quân : 2014, 2015, 2016, 2021
Giải U-13 Quốc gia:
 Vô địch : 2010, 2012, 2021
 Á quân: 2011, 2018
 Hạng 3 : 2019, 2022
Giải U-11 Quốc gia:
 Vô địch : 2011
 Hạng 3 : 2019, 2020

## Ban huấn luyện
Thành phần ban huấn luyện năm 2018 của PVF gồm có:
Ban quản lý
- Eric Abrams:  Giám đốc Kỹ thuật
- Stephen Stennet: Trưởng ban huấn luyện
- Andy Preece: Trưởng ban huấn luyện
- Hoàng Anh Tuấn (cựu HLV trưởng đội tuyển U20 Việt Nam): Trưởng ban huấn luyện
- Nguyễn Mạnh Cường: Phó ban huấn luyện

Ban huấn luyện
- Tom Ryan (HLV khoa học thể thao câu lạc bộ Leicester City): HLV Khoa học thể thao
- Chris Cook (trợ lí đội học viện Derbyshire): HLV Khoa học thể thao
- Lê Phước Tứ (cựu đội trưởng đội tuyển Việt Nam): Trợ lí HLV
- Đinh Thế Nam (cựu HLV trưởng Câu lạc bộ bóng đá Viettel): huấn luyện viên
- Nguyễn Quốc Trung: Trợ lí HLV
- Phạm Văn Thạch: HLV
- Nguyễn Duy Đông: HLV
- Nguyễn Việt Thắng (cựu danh thủ đội tuyển Việt Nam và Câu lạc bộ bóng đá Long An): HLV
- Lê Quang Trãi: HLV
- Mai Ngọc Quang: Trợ lý HLV
- Châu Trí Cường: HLV thủ môn
- Nguyễn Liêm Thanh: Trợ lí HLV nâng cao
- Trịnh Tấn Thành: HLV
- Hà Vương Ngầu Nại: Trợ lí HLV
- Phan Thế Hiếu: Trợ lí HLV
- Hứa Hiền Vinh: HLV

Khác
- Giám đốc Ryan Giggs (cựu danh thủ câu lạc bộ Manchester United)
- Cố vấn Paul Scholes (cựu danh thủ câu lạc bộ Manchester United)
- Trần Minh Chiến (HLV trưởng câu lạc bộ Becamex Bình Dương)
- Nguyễn Phúc Nguyên Chương (cựu danh thủ đội tuyển Việt Nam)
- Nguyễn Hữu Đang
- Võ Văn Hạnh (trợ lí HLV thủ môn các đội tuyển quốc gia)
- Võ Hoàng Bửu (cựu danh thủ đội tuyển Việt Nam)
- Nguyễn Ngọc Thọ
- Hoàng Hùng
- Nick Dawes (trưởng ban y tế câu lạc bộ Cardiff City)
- Jason Brown (HLV thủ môn đội U23 Arsenal)
- Steve Stennett (chuyên gia huấn luyện các HLV đến từ Liên đoàn bóng đá Anh)

## Học viên
|  | TM | Trương Thái Hiếu      | 2000 (24–25 tuổi) |  |  | Lâm Đồng            |  |  |
|  | TM | Phan Văn Biểu         | 1998 (26–27 tuổi) |  |  | SHB Đà Nẵng         |  |  |
|  | TM | Nguyễn Thanh Tuấn     | 1997 (27–28 tuổi) |  |  | Bà Rịa - Vũng Tàu   |  |  |
|  | TM | Huỳnh Hữu Tuấn        | 2000 (24–25 tuổi) |  |  | Lâm Đồng            |  |  |
|  |    |                       |                   |  |  |                     |  |  |
|  | HV | Nguyễn Vũ Tín         | 1998 (26–27 tuổi) |  |  | Phố Hiến            |  |  |
|  | HV | Mạc Đức Việt Anh      | 1997 (27–28 tuổi) |  |  | Phố Hiến            |  |  |
|  | HV | Đỗ Thanh Thịnh        | 1998 (26–27 tuổi) |  |  | Topenland Bình Định |  |  |
|  | HV | Nguyễn Thành Lộc      | 1997 (27–28 tuổi) |  |  | Cần Thơ             |  |  |
|  | HV | Ngô Tùng Quốc         | 1998 (26–27 tuổi) |  |  | TP Hồ Chí Minh      |  |  |
|  | HV | Trần Văn Hoà          | 1997 (27–28 tuổi) |  |  | Lâm Đồng            |  |  |
|  | HV | Lê Ngọc Bảo           | 1998 (26–27 tuổi) |  |  | Topenland Bình Định |  |  |
|  | HV | Lê Văn Xuân           | 1999 (25–26 tuổi) |  |  | Hà Nội              |  |  |
|  | HV | Nguyễn Lý Nam Cung    | 2000 (24–25 tuổi) |  |  | Cần Thơ             |  |  |
|  | HV | Trần Thanh Long       | 1997 (27–28 tuổi) |  |  | Cần Thơ             |  |  |
|  | HV | Liễu Quang Vinh       | 1999 (25–26 tuổi) |  |  | SHB Đà Nẵng         |  |  |
|  | HV | Phan Bá Hoàng         | 1999 (25–26 tuổi) |  |  | Cần Thơ             |  |  |
|  | HV | Nguyễn Văn Nhuần      | 1997 (27–28 tuổi) |  |  | Huế                 |  |  |
|  |    |                       |                   |  |  |                     |  |  |
|  | TV | Võ Ngọc Tỉnh          | 1997 (27–28 tuổi) |  |  | TP Hồ Chí Minh      |  |  |
|  | TV | Nguyễn Trọng Long     | 2000 (24–25 tuổi) |  |  | TP Hồ Chí Minh      |  |  |
|  | TV | Lê Thành Phong        | 1998 (26–27 tuổi) |  |  | Hà Nội              |  |  |
|  | TV | Lâm Thuận             | 1998 (26–27 tuổi) |  |  | Sài Gòn             |  |  |
|  | TV | Nguyễn Hồng Sơn       | 2000 (24–25 tuổi) |  |  | Sài Gòn             |  |  |
|  | TV | Lê Xuân Tú            | 1999 (25–26 tuổi) |  |  | Hà Nội              |  |  |
|  | TV | Bùi Xuân Lộc          | 1998 (26–27 tuổi) |  |  | Huế                 |  |  |
|  | TV | Nguyễn Đình Bảo       | 1998 (26–27 tuổi) |  |  | Huế                 |  |  |
|  | TV | Nguyễn Anh Tài        | 1996 (28–29 tuổi) |  |  | Becamex Bình Dương  |  |  |
|  | TV | Trương Văn Thái Quý   | 1997 (27–28 tuổi) |  |  | Hà Nội              |  |  |
|  | TV | Võ Thanh Hậu          | 1999 (25–26 tuổi) |  |  | Đồng Tháp           |  |  |
|  | TV | Nguyễn Văn Hiếu       | 1998 (26–27 tuổi) |  |  | Huế                 |  |  |
|  | TV | Bùi Tiến Dụng         | 1998 (26–27 tuổi) |  |  | Hải Phòng           |  |  |
|  | TV | Phạm Trọng Hoá        | 1997 (27–28 tuổi) |  |  | Lâm Đồng            |  |  |
|  | TV | Hồ Minh Dĩ            | 1998 (26–27 tuổi) |  |  | Hà Nội              |  |  |
|  | TV | Uông Ngọc Tiến        | 1998 (26–27 tuổi) |  |  | Becamex Bình Dương  |  |  |
|  | TV | Huỳnh Công Đến        | 2001 (23–24 tuổi) |  |  | Phố Hiến            |  |  |
|  | TV | Lý Công Hoàng Anh     | 1999 (25–26 tuổi) |  |  | Topenland Bình Định |  |  |
|  |    |                       |                   |  |  |                     |  |  |
|  | TĐ | Hà Đức Chinh          | 1997 (27–28 tuổi) |  |  | Topenland Bình Định |  |  |
|  | TĐ | Lê Văn Điệp           | 1998 (26–27 tuổi) |  |  | SHB Đà Nẵng         |  |  |
|  | TĐ | Nguyễn Trọng Phú      | 1999 (25–26 tuổi) |  |  | Cần Thơ             |  |  |
|  | TĐ | Nguyễn Khắc Khiêm     | 2000 (24–25 tuổi) |  |  | Cần Thơ             |  |  |
|  | TĐ | Trương Huỳnh Anh Khoa | 1997 (27–28 tuổi) |  |  | Lâm Đồng            |  |  |
|  | TĐ | Nguyễn Trọng Hùng     | 1997 (27–28 tuổi) |  |  | Đông Á Thanh Hoá    |  |  |

## Hợp tác
Tháng 3 năm 2016, PVF và CLB Gamba Osaka (Nhật Bản) đã ký kết hợp đồng hợp tác toàn diện trong vòng 2 năm. Đội bóng Gamba Osaka sẽ đưa HLV sang giúp PVF đào tạo cầu thủ, cũng như tuyển chọn ra một số gương mặt tiềm năng để đưa sang Nhật đào tạo nâng cao hoặc thi đấu cho CLB Gamba Osaka. Ngoài ra, hàng năm, Gamba Osaka sẽ mời các đội trẻ của PVF sang Nhật thi đấu các giải quốc tế do CLB này tổ chức.